# Kucowa Skała

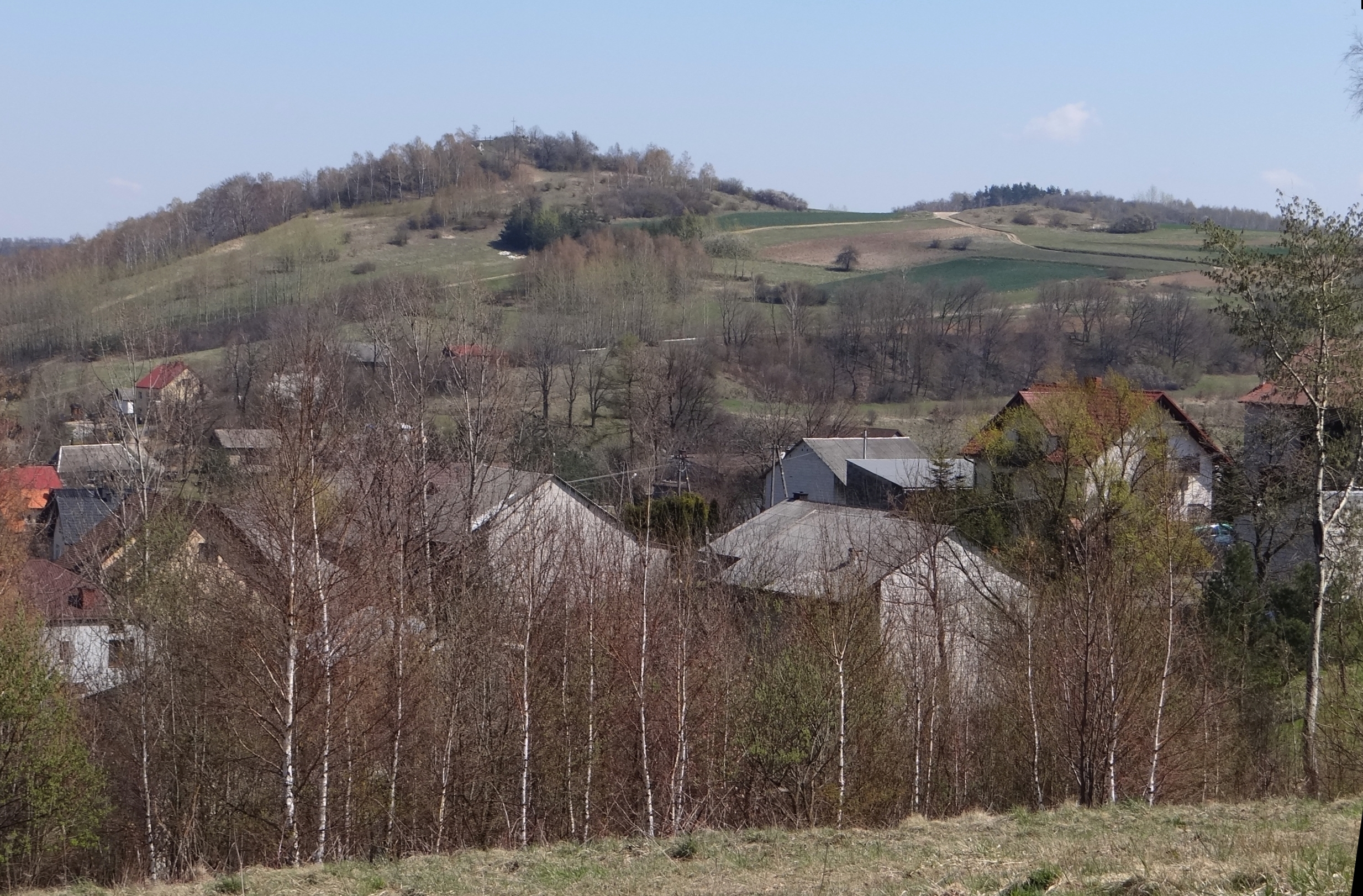

Kucowa Skała lub Skała Kozłowa – skaliste wzniesienie w miejscowości Czubrowice w województwie małopolskim, w powiecie krakowskim, w gminie Jerzmanowice-Przeginia. Wznosi się w lewych (wschodnich) zboczach Doliny Czubrówki Jest to obszar Wyżyny Olkuskiej w obrębie Wyżyny Krakowsko-Częstochowskiej.
Kucowa Skała wznosi się na wysokość około 460 m n.p.m., w odległości około 450 m na wschód od drogi biegnącej przez Czubrowice. Wraz z Lisówką i kilkoma bezimiennami pagórkami ostańcowymi tworzy ciąg porośniętych drzewami wzniesień wśród pól uprawnych wierzchowiny Wyżyny Olkuskiej. Wzniesienia te zbudowane są z jurajskich wapieni.